# エミレーツ・スカイカーゴ

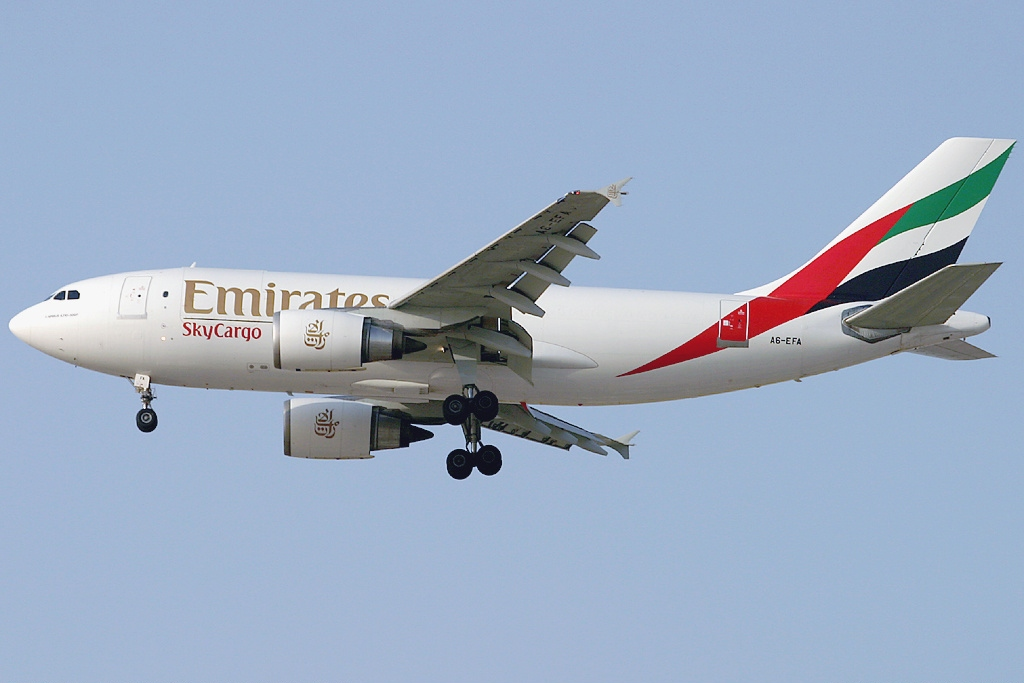
エアバス A310-300F

エミレーツ・スカイカーゴ（英語: Emirates SkyCargo）は、アラブ首長国連邦のドバイを本拠とするエミレーツ・グループの貨物航空会社で、エミレーツ航空の貨物部門である。

## 歴史
- 1985年10月、親会社のエミレーツ航空の発足と同時に設立された。設立当初から、親会社のエミレーツ航空とは独立して運営されている[1]。
- 1989年、中東のベスト・カーゴ・エアライン賞を初受賞し、20年以上継続して受賞している[2]。
- 1993年10月3日、米国からエミレーツ航空が就航する24か国へのすべての貨物輸送を委託する契約を、ECインターナショナルと締結した[3]。
- 2003年5月、ボーイング747-400Fを導入した。
- 2004年9月、ヨハネスブルグとラホールへの就航を開始した。
- 2005年11月20日、ドバイ航空ショーにおいて、ボーイング777F型機8機の発注を発表した。
- 2005年、大韓航空カーゴと、インド発着の2つの路線でコードシェア提携する契約を締結した[4]。
- 2006年7月、ファーンボロー航空ショーにおいて、ボーイング747-8F型機10機の契約を33億米ドル相当で締結した。
- 2008年、ドバイ国際空港の貨物拠点を新ターミナルに移転し、地上処理能力を年間120万トン増加させた[5]。
- 2020年6月24日、新型コロナウイルスによる旅客需要の減少を受け、エコノミークラス座席を撤去したエミレーツ航空のボーイング777-300ER型機14機を一時的に導入した。
- 2020年11月には、一時的な貨物機として、エミレーツ航空のエアバスA380の運航を開始した。
- 2021年11月15日、ドバイ航空ショーにおいて、ボーイング777F型機2機を発注したと発表した。2022年11月8日に5機、2024年7月16日に5機追加発注している。

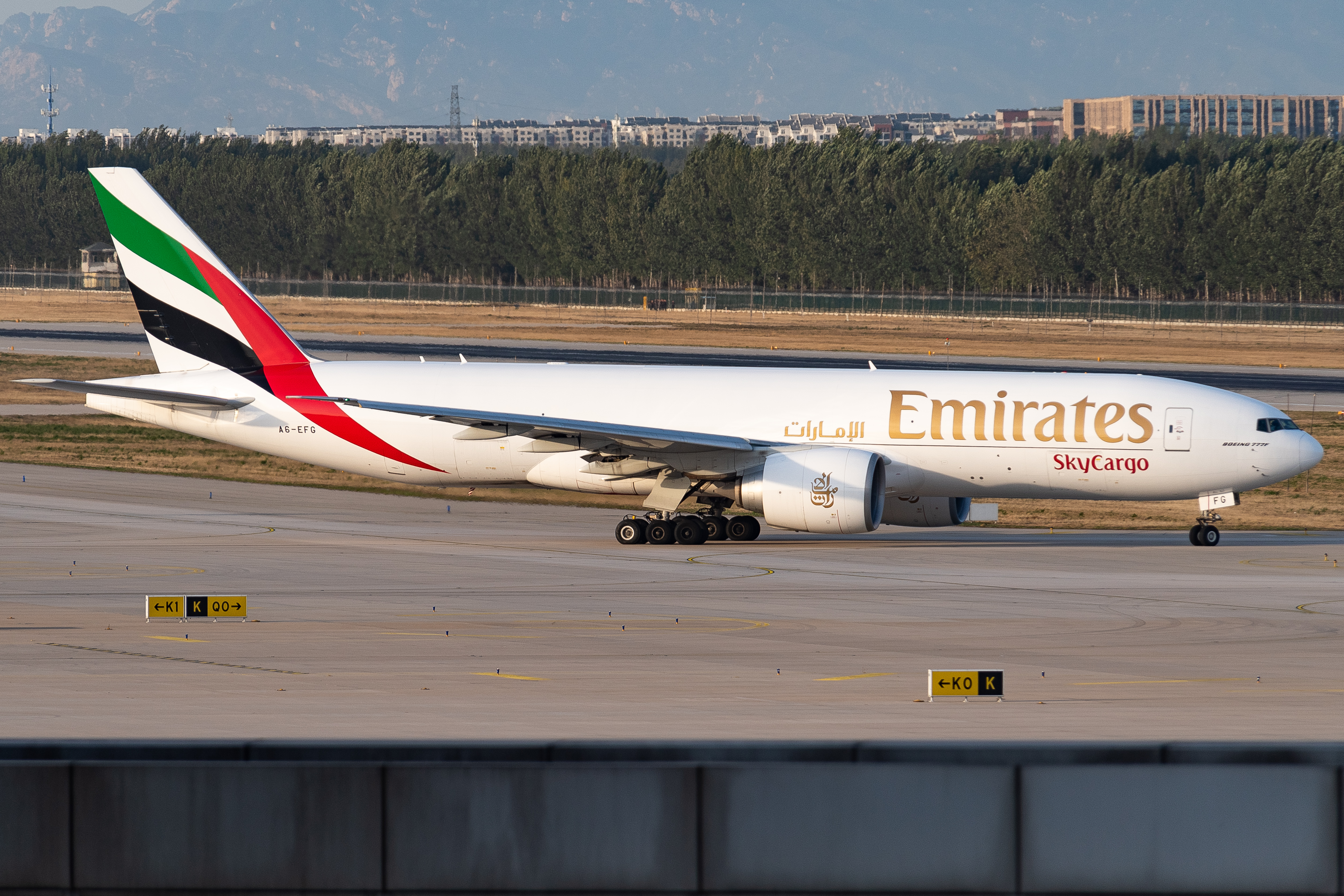
ボーイング777F

## 保有機材

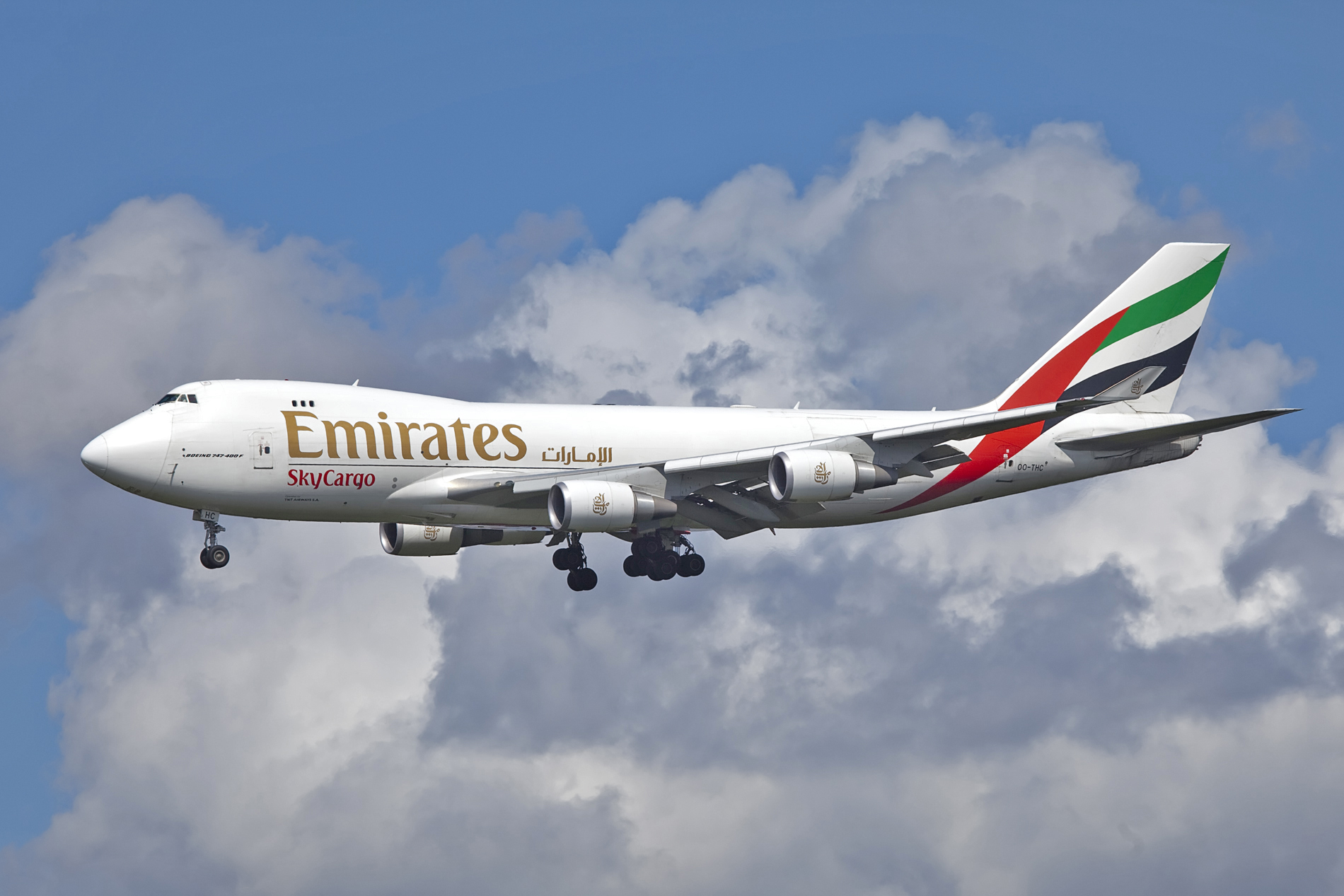
ボーイング747-400F

| 機種                   | 保有数 | 発注数 | 備考                    |
| ---------------------- | ------ | ------ | ----------------------- |
| ボーイング777F         | 11     | 11     | 103,000 kg (227,000 lb) |
| ボーイング777-300ER/SF |        | 10     |                         |
| 合計                   | 11     | 21     |                         |

## 就航都市
| エミレーツ・スカイカーゴ 就航都市 (2018年8月現在) | エミレーツ・スカイカーゴ 就航都市 (2018年8月現在) | エミレーツ・スカイカーゴ 就航都市 (2018年8月現在) | エミレーツ・スカイカーゴ 就航都市 (2018年8月現在) |
| ------------------------------------------------- | ------------------------------------------------- | ------------------------------------------------- | ------------------------------------------------- |
| 国                                                | 都市                                              | 空港                                              | 備考                                              |
| アラブ首長国連邦                                  | ドバイ                                            | アール・マクトゥーム国際空港                      | ハブ空港                                          |
| アルジェリア                                      | アルジェ                                          | ウアリ・ブーメディアン空港                        |                                                   |
| オーストラリア                                    | シドニー                                          | シドニー国際空港                                  |                                                   |
| バングラデシュ                                    | ダッカ                                            | シャージャラル国際空港                            |                                                   |
| ベルギー                                          | ブリュッセル                                      | ブリュッセル空港                                  |                                                   |
| ブルキナファソ                                    | ワガドゥグー                                      | ワガドゥグー空港                                  |                                                   |
| カンボジア                                        | プノンペン                                        | プノンペン国際空港                                |                                                   |
| 日本                                              | 大阪                                              | 関西国際空港                                      |                                                   |
| 日本                                              | 東京                                              | 成田国際空港                                      |                                                   |
| 中国                                              | 広州                                              | 広州白雲国際空港                                  |                                                   |
| 中国                                              | 上海                                              | 上海浦東国際空港                                  |                                                   |
| デンマーク                                        | コペンハーゲン                                    | コペンハーゲン空港                                |                                                   |
| ジブチ                                            | ジブチ                                            | ジブチ国際空港                                    |                                                   |
| エクアドル                                        | キト                                              | マリスカル・スクレ国際空港                        |                                                   |
| エジプト                                          | カイロ                                            | カイロ国際空港                                    |                                                   |
| エチオピア                                        | アディスアベバ                                    | ボレ国際空港                                      |                                                   |
| ドイツ                                            | フランクフルト                                    | フランクフルト空港                                |                                                   |
| 香港                                              | 香港                                              | 香港国際空港                                      |                                                   |
| インド                                            | チェンナイ                                        | チェンナイ国際空港                                |                                                   |
| インド                                            | コーチ                                            | コーチン国際空港                                  |                                                   |
| インド                                            | ムンバイ                                          | チャットラパティー・シヴァージー国際空港          |                                                   |
| インド                                            | デリー                                            | インディラ・ガンディー国際空港                    |                                                   |
| インド                                            | ティルヴァナンタプラム                            | トリヴァンドラム国際空港                          |                                                   |
| イタリア                                          | ミラノ                                            | ミラノ・マルペンサ空港                            |                                                   |
| ケニア                                            | エルドレット                                      | エルドレット国際空港                              |                                                   |
| ケニア                                            | ナイロビ                                          | ジョモ・ケニヤッタ国際空港                        |                                                   |
| マラウイ                                          | リロングウェ                                      | リロングウェ国際空港                              |                                                   |
| メキシコ                                          | メキシコシティ                                    | メキシコ・シティ国際空港                          |                                                   |
| オランダ                                          | アムステルダム                                    | アムステルダム・スキポール空港                    |                                                   |
| オランダ                                          | マーストリヒト                                    | マーストリヒト・アーヘン空港                      |                                                   |
| ナイジェリア                                      | ラゴス                                            | ムルタラ・モハンマド国際空港                      |                                                   |
| ノルウェー                                        | オスロ                                            | オスロ空港                                        |                                                   |
| プエルトリコ                                      | アグアディヤ                                      | ラファエル・エルナンデス国際空港                  |                                                   |
| サウジアラビア                                    | ダンマーム                                        | キング・ファハド国際空港                          |                                                   |
| サウジアラビア                                    | リヤド                                            | キング・ハーリド国際空港                          |                                                   |
| セネガル                                          | ダカール                                          | レオポール・セダール・サンゴール国際空港          |                                                   |
| シンガポール                                      | シンガポール                                      | シンガポール・チャンギ国際空港                    |                                                   |
| 南アフリカ共和国                                  | ヨハネスブルグ                                    | O・R・タンボ国際空港                              |                                                   |
| スペイン                                          | バルセロナ                                        | バルセロナ＝エル・プラット空港                    |                                                   |
| スペイン                                          | マドリード                                        | アドルフォ・スアレス・マドリード＝バラハス空港    |                                                   |
| スペイン                                          | サラゴサ                                          | サラゴサ空港                                      |                                                   |
| スーダン                                          | ハルツーム                                        | ハルツーム国際空港                                |                                                   |
| 台湾                                              | 台北                                              | 台湾桃園国際空港                                  |                                                   |
| ウガンダ                                          | エンテベ                                          | エンテベ国際空港                                  |                                                   |
| アメリカ合衆国                                    | シカゴ                                            | シカゴ・オヘア国際空港                            |                                                   |
| アメリカ合衆国                                    | ヒューストン                                      | ジョージ・ブッシュ・インターコンチネンタル空港    |                                                   |
| ベトナム                                          | ハノイ                                            | ハノイ国際空港                                    |                                                   |
| ベトナム                                          | ホーチミンシティ                                  | タンソンニャット国際空港                          |                                                   |
| 休止・廃止路線                                    |                                                   |                                                   |                                                   |
| アフガニスタン                                    | バグラム                                          | バグラム空軍基地                                  |                                                   |
| バングラデシュ                                    | チッタゴン                                        | シャーアマーナト国際空港                          |                                                   |
| ベルギー                                          | リエージュ                                        | リエージュ空港                                    |                                                   |
| ブラジル                                          | カンピナス                                        | ヴィラコッポス国際空港                            |                                                   |
| 中国                                              | 大連                                              | 大連周水子国際空港                                |                                                   |
| ドイツ                                            | ハーン                                            | フランクフルト・ハーン空港                        |                                                   |
| カザフスタン                                      | アルマトイ                                        | アルマトイ国際空港                                |                                                   |
| ナイジェリア                                      | カノ                                              | マラム・アミヌ・カノ国際空港                      |                                                   |
| ペルー                                            | リマ                                              | ホルヘ・チャベス国際空港                          |                                                   |
| パラグアイ                                        | シウダー・デル・エステ                            | グアラニ国際空港                                  |                                                   |
| ルワンダ                                          | キガリ                                            | キガリ国際空港                                    |                                                   |
| スウェーデン                                      | ヨーテボリ                                        | ランドヴェッテル空港                              |                                                   |
| スイス フランス ドイツ                            | バーゼル ミュルーズ フライブルク                  | ユーロエアポート・バーゼル＝ミュールーズ空港      |                                                   |
| トーゴ                                            | ロメ                                              | ロメ空港                                          |                                                   |
| アラブ首長国連邦                                  | シャールジャ                                      | シャールジャ国際空港                              |                                                   |
| アメリカ合衆国                                    | アトランタ                                        | ハーツフィールド・ジャクソン・アトランタ国際空港  |                                                   |
| アメリカ合衆国                                    | コロンバス                                        | リッケンバッカー国際空港                          |                                                   |
| アメリカ合衆国                                    | ニューヨーク                                      | ジョン・F・ケネディ国際空港                       |                                                   |
| アメリカ合衆国                                    | トレド                                            | トレドエクスプレス空港                            |                                                   |